# Schistometopum
Schistometopum – rodzaj płazów beznogich z rodziny Dermophiidae.

## Rozmieszczenie geograficzne
Rodzaj obejmuje gatunki występujące w Kenii, Tanzanii i na wyspach w Zatoce Gwinejskiej (Wyspy Świętego Tomasza i Książęca).

## Systematyka
Rodzaj zdefiniował w 1941 roku angielski herpetolog Hampton Wildman Parker w artykule zatytułowanym Płazy beznogie Seszeli, opublikowanym w czasopiśmie „The Annals and magazine of natural history”. Gatunkiem typowym jest (oryginalne oznaczenie) S. gregorii.

### Etymologia
Schistometopum: gr. σχιστος skhistos ‘rozszczepiony’, od σχιζω skhizō ‘dzielić’; μετωπον metōpon ‘czoło’, od μετα meta ‘pomiędzy’; ωψ ōps, ωπος ōpos ‘oczy’.

### Podział systematyczny
Do rodzaju należą następujące gatunki:
- Schistometopum ephele Taylor, 1965
- Schistometopum gregorii (Boulenger, 1895)
- Schistometopum thomense (Bocage, 1873) – gruboskórzec wyspowy[6]